# Ernesto Prinoth
Pas d'image ? Cliquez ici
Ernesto Prinoth, né le 15 avril 1923 à Ortisei (Trentin-Haut-Adige - Italie) et décédé le 26 novembre 1981 à Innsbruck (Autriche), était un pilote automobile italien et le fondateur de l'entreprise Prinoth AG, fabricant de véhicules sur neiges et d'équipement.

## Biographie
Ernesto Prinoth a commencé en Formule 1 en 1961, dans les Grands Prix hors-championnat. Dès son 1er GP, il termine sur le podium, à la 3e place, au volant d'une Lotus 18 privée, à, tout de même, un tour des deux autres pilotes qui le précédaient : Sir Stirling Moss et Wolfgang Seidel. Mais il n'aura pas cette chance lors des GPs suivants. Il a fallu attendre octobre, donc six mois après son premier podium, pour le voir, cette fois, à la 2e marche du podium.
Mais entre ces deux évènements, il s'engage, également, pour le GP d'Italie au volant de la même Lotus 18 privée de la Scuderia Dolomiti, mais il renonce à y participer, pour une raison encore inexpliquée. Il essayera, à nouveau, l'année suivante sur son GP natal, avec la même voiture, mais de l'écurie Scuderia Jolly Club, où il peut courir, mais pas longtemps. En effet il n'a pas eu la chance de se qualifier, à 8 secondes du dernier pilote qualifié pour le Grand Prix, Tony Settember.
Il courra, encore, deux courses en 1963, où il ne connut pas le succès, avant d'arrêter la compétition.
Il est décédé à Innsbruck, en Autriche, le 26 novembre 1981, à l'âge de 58 ans, et était un ami personnel de Herbert Demetz[réf. nécessaire].

## Résultats en Championnat du monde de Formule 1
| Saison | Écurie              | Châssis  | Moteur            | Pneus  | GP disputés             | Points inscrits | Classement |
| ------ | ------------------- | -------- | ----------------- | ------ | ----------------------- | --------------- | ---------- |
| 1962   | Scuderia Jolly Club | Lotus 18 | Climax 4 en ligne | Dunlop | 0 (1 non-qualification) | 0               | n.c.       |